# USS Yakutat (AVP-32)
USS Yakutat (AVP-32) là một tàu chiến của Hải quân Hoa Kỳ thuộc lớp Barnegat được sử dụng từ năm 1944 đến năm 1946. Yakutat đã tham gia chiến đấu ở Mặt trận Thái Bình Dương trong giai đoạn cuối của Chiến tranh thế giới II. Sau chiến tranh, tàu được chuyển giao cho Tuần duyên Hoa Kỳ từ năm 1948 đến năm 1971 với tên gọi USCGC Yakutat (WAVP-380), sau đó là WHEC-380, tham gia phục vụ trong Chiến tranh Việt Nam. Sau đó được chuyển sang cho Hải quân Việt Nam Cộng Hòa vào năm 1971 với tên gọi RVNS Trần Nhật Duật (HQ-3). Khi Nam Việt Nam sụp đổ vào năm 1975 sau khi kết thúc chiến tranh Việt Nam, tàu đào thoát sang Philippin nơi mà Hải quân Philippine đã sử dụng từ năm 1976 cho đến năm 1982.

## Lắp ráp và vận hành
Trước khi trở thành RVNS Trần Nhật Duật (HQ-3), tàu làYakutat (AVP-32) được đặt lườm vào ngày 1 tháng 4 năm 1942 tại Seattle, Washington bởi công ty đóng tàu Associated. Vào ngày 2 tháng 7 năm 1942, tàu được đặt tên và ra mắt, được đỡ đầu bởi bà Peter Barber, một người mẹ đã mất ba người con trai khi tàu chiến USS Oklahoma (BB-37) bị đánh chìm vào ngày 7 tháng 12 năm 1941 bởi cuộc tấn của Nhật Bản tại Pearl Harbor, Hawaii. Tàu nhập biên chế vào ngày 31 tháng 3 năm 1944 với sự chỉ huy của George K. Fraser.

## Chiến tranh thế giới thứ hai
Sau chuyến chạy thử tại khu vực San Diego, Yakutat bắt đầu khởi hành vào ngày 25 tháng 5 năm 1942 và đến San Pedro, California vào cuối ngày 26 tháng 5 năm 1944. Sau khi thời gian neo đậu ở San Pedro, tàu khởi hành đi Trân Châu Cảng vào ngày 17 tháng 6 năm 1944.
Yakutat đến đảo Ford tại Trân Châu Cảng vào ngày 24 tháng 6 năm 1944. Vào lúc 07:00 giờ ngày 28 tháng 6 năm 1944, tàu tiếp tục khởi hành đi đến quần đảo Marshall với nhiệm vụ hộ tống cho tàu sân bay hộ tống USS Makin Islan (LHD-8) (LHD-8). Đến Kwajalein vào ngày 6 tháng 7 năm 1944, tàu di chuyển sang Eniwetok trong vòng một tuần, tại đây tàu cô bắt tay tuyển sĩ quan và binh lính cho của một đơn vị tuần tra và trang bị một khẩu pháo sáng 5 inch (127 mm). Tàu đã rời Saipan vào ngày 14 tháng 7 

### Saipan và Pelelieu
Tiếp cận Cảng Tanapag đã được bảo vệ từ ngày 17 tháng 7 năm 1944, Yakutat đã bắt đầu thiết lập một cơ sở thủy phi cơ ở đó và ngay lập tức bắt đầu phục vụ thủy phi cơ, cung cấp chỗ ở cho bốn phi công và phi hành đoàn kèm theo với những chiếc máy bay đó. Tàu đã cung cấp cho máy bay xăng dầu và dầu nhờn thông qua các loại tàu chở nhiên liệu và bắt đầu phục vụ quá tải cho các máy bay.
Yakutat tiếp tục neo tại cảng Tanapag trong suốt tháng 7, 8 và 9 năm 1944. Sau khi chuyển tới chỗ neo Garapan trên đảo Saipan vào ngày 8 tháng 9 năm 1944, tàu chuyển tất cả các máy bay tới tàu chiến USS Coos Bay (AVP-25) và di chuyển đến quần đảo Palau vào ngày 12 tháng 9 năm 1944. Sau đó tham gia vào chuyến hành trình gồm USS Chandeleur (AV-10), USS Pocomoke (AV-9), USS Onslow (AVP-48), USS Mackinac (AVP-13) và Yakutat tới Kossol Roads vào ngày 16 tháng 9 năm 1944, một ngày sau khi Mỹ đổ bộ xuống Pelelieu.
Với sự có mặt của Martin PBM Mariner, VPB-216 dựa trên Yakutat", tiến hành tuần tra tầm xa và Chiến tranh chống tàu ngầm tiến hành hàng ngày. Trong thời gian đó, Yakutat cũng từng là đơn vị chỉ huy và cảnh báo hàng không có kinh nghiệm sáu lần. Các máy bay Nhật Bản vẫn tiếp tục hoạt động ở các vùng lân cận trong nhiều khoảng thời gian khác nhau và thỉnh thoảng thả bom ở vùng đầm phá.
Yakutat phục vụ các máy bay VPB-216 vào đầu tháng 11 năm 1944. Vào ngày 9 tháng 11 năm 1944, tàu di chuyển đến Ulithi Atoll và đến đó vào ngày 10 tháng 11 năm 1944. Yakutat có kế hoạch bay từ 13 tháng 11 Từ 1944 đến 26 tháng 11 năm 1944 trước khi cô trải qua một cuộc bảo trì làm sạch và sửa chữa thân tàu. Sau đó, tàu đến Guam vào ngày 29 tháng 11 năm 1944.

### Chiến dịch Saipan
Đến cảng Apra (Guam) vào ngày 30 tháng 11 năm 1944, Yakutat chuyên chở phụ tùng cho các máy bay Martin PBM Mariner trước khi bắt đầu đi vào hoạt động vào ngày 2 tháng 12 năm 1944 để quay lại Saipan và đến nơi vào ngày sau, hoàn thành việc tháo dỡ hàng khỏi tàu vào ngày 4 tháng 12 năm 1944 và ngày 5 tháng 12 năm 1944 đã đưa lên tàu 13 sĩ quan và 30 quân nhân của VPB-216 đồn trú sống tạm thời.
Yakutat có kế hoạch bay của đơn vị VPB-16 và VPB-17 tại Saipan đến giữa tháng 1 năm 1945, tàu rời khỏi cảng Tanapag vào sáng ngày 17 tháng 1 năm 1945, tiến về Guam đã được giải phóng. Tuy nhiên, tàu vẫn ở đó chỉ một thời gian ngắn và phải đã rời đi vào 19 tháng 1 năm 1945 từ quần đảo Palau và đến Kossol Roads vào ngày 21 tháng 1 năm 1945. Yakutat bốc dỡ hàng ở đó và nạp nhiên liệu đến 6 tháng 2 năm 1945, khi tàu hộ tống tàu USS St. George (AV-16) và cùng đội hình hộ tống gồm USS PC-1130, bị ràng buộc bởi Quần đảo Caroline.
Yakutat tended planes of Patrol Bomber Squadron 16 (VPB-16) và Patrol Bomber Squadron 17 (VPB-17) at Saipan through mid-January 1945. She departed Tanapag Harbor on the morning of ngày 17 tháng 1 năm 1945, steamed independently for Guam, and reached her destination later that day. However, she remained there only a short time, for she departed on ngày 19 tháng 1 năm 1945 for the Palau Islands and reached Kossol Roads on ngày 21 tháng 1 năm 1945. Yakutat discharged cargo there and fueled seaplanes until ngày 6 tháng 2 năm 1945, when she sailed in company with the seaplane tender USS St. George, escorted by the patrol craft USS PC-1130, giới hạn từ Quần đảo Caroline.
Neo đậu tại Ulithi Atoll vào ngày 7 tháng 2 năm 1945, Yakutat bảo quản các thủy phi cơ ở đó trong hầu hết tháng 2 năm 1945. Nổi bật thời gian lưu lại ngắn ngủi của tàu ở đây, tàu đã tới vùng phụ cận của chiếc máy bay Vought OS2U Kingfisher rơi vào ngày 10 tháng 2 năm 1945. Sau khi cứu hộ các thiết bị từ máy bay, Yakutat đã đánh chìm máy bay bằng súng và quay trở lại neo đậu trong khu vực hoạt động của thủy phi cơ.
Vào ngày 25 tháng 2 năm 1944, Yakutat đã khởi hành đến Quần đảo Mariana cùng với USS St. George (AV-16) và tiếp cận cảng Garapan vào ngày 27 tháng 2 năm 1945. Tàu bảo quản các thủy phi cơ ở đó ít nhất một tháng trước khi khởi hành đi Okinawa vào ngày 23 tháng 3 năm 1945 để tham gia Trận Okinawa trong cuộc chinh phục quần đảo Ryūkyū.

### Hỗ trợ trận Okinawa
Yakutat có tham gia phục vụ khóa huấn luyện PBM của VP-47 cho phần thời gian còn lại của Thế chiến II. Tàu đã thiết lập các hoạt động tại quần đảo Kerama vào ngày 28 tháng 3 năm 1945 và đã dành phần thời gian còn lại của Trận Okinawa trong nhiệm vụ bảo dưỡng thủy phi cơ. Yakutat cung cấp chỗ đồn trú cho các thủy thủ của Hải quân và trang bị cho máy bay xăng, dầu bôi trơn và hỗ trợ các máy bay cất cánh (JATO). Các tàu hải quân tiến hành hoạt động chống tàu ngầm và không quân có nhiệm vụ tại khu vực, cũng như các cuộc tuần tra tấn công trải dài đến tận bờ biển Triều Tiên.
Mặc dù Yakutat đã nhận được một công văn vào ngày 21 tháng 6 năm 1945 có hiệu lực rằng tất cả "các đơn vị kháng cự tại Okinawa đã đầu hàng" nhiệm vụ hằng ngày của tàu vẫn bận rộn. Chẳng hạn, ngày 28 tháng 6 năm 1945, thủy phi cơ Consolidated PB2Y Coronado đâm sau khi cất cánh và chìm khoảng 500 yard (457 m) sau khi rời khỏi mạn phải tàu. Yakutat đã phái hai chiếc thuyền đến hiện trường và cứu hộ 8 người, trong khi thuyền của một con tàu khác cứu sống 3 người còn lại từ Coronado. Tất cả mười một người đã được đưa lên tàu Yakutat, nơi họ được kiểm tra và trở về phi đội VPB-13 của họ.
Vào ngày 15 tháng 7 năm 1945, Yakutat đã di chuyển đến vịnh Chimu, Okinawa cùng với các tàu USS Norton Sound (AV-11), USS Chandeleur (AV-10), USS Onslow (AVP-48), USS Shelikof (AVP-52) và USS Bering Strait (AVP-34) nhưng đã phải trở lại cảng do cơn bão ở vùng phụ cận. Tuy nhiên, việc khởi hành đã được tiến hành lại vào ngày 16 tháng 7 năm 1945 và đến Chimu cùng ngày. Tàu vẫn ở đó, bảo trì các thủy phi cơ, phần lớn đang neo đậu. Một lần, trong khi quay trở lại vịnh Chimu sau khi cơn bão đổ bộ, Yakutat đã liên lạc sonar với một tàu ngầm bị nghi ngờ vào ngày 3 tháng 8 năm 1945. Tàu đã thực hiện một cuộc tấn công, thả thùng nổ sâu nhưng bị mất liên lạc ngay sau đó.
"Yakutat" ở Vịnh Chimu khi Nhật Bản đầu hàng và chiến sự kết thúc vào ngày 15 tháng 8 năm 1945, đưa Thế chiến II đến hồi kết. Với các sĩ quan và binh lính tham gia của phi hành đoàn tụ tập phía sau, sĩ quan chỉ huy Yakutat, chi huy WI Darnell cùng phi hành đoàn của mình đã cảm tạ Thiên Chúa "vì đã giữ cho tàu nổi để xem ngày cuối cùng của cuộc chiến này."

### Danh hiệu và giải thưởng
Yakutat đạt được bốn Ngôi sao chiến trường vì phục vụ Thế chiến II của tàu.

## Sau Chiến tranh thế giới thứ hai
Mặc dù chiến thắng Nhật Bản có nghĩa là các hoạt động tấn công chống lại Nhật Bản chấm dứt, nhưng nó chỉ là sự bắt đầu của sự chiếm đóng lâu dài Nhật Bản. Yakutat vẫn ở vịnh Chimu trong suốt tháng 8 và hầu hết tháng 9 năm 1945, trước khi tàu rời khỏi vùng biển Nhật Bản vào ngày 20 tháng 9 năm 1945 với nhiệm vụ hộ tống USS St. George (AV-16).
Trên đường đi, hai máy bay thủy phi cơ bắt kịp Lực lượng đặc biệt 56.4.3 của Phó Đô đốc Jesse B. Oldendorf, được hình thành xung quanh các tàu USS Tennessee (BB-43) and USS California (BB-44) và trở thành Lực lượng đặc biệt 56 và sau đó, khi được đặt tên lại là Lực lượng đặc biệt 51.
Yakutat đã đến Wakayama, Honshu vào ngày 22 tháng 9 năm 1945, tìm kiếm việc cung cấp hậu cần cho thủy phi cơ của tàu USS Floyds Bay (AVP-40) đã và hoạt động như một tàu kiểm soát thủy phi cơ. Yakutat đã trải qua một thời gian ngắn trước khi bắt đầu các hoạt động bảo dưỡng máy bay biển của tàu tại Wakayama. Tàu đã hoạt động như một tàu kiếm soát sử dụng cảng Wakayama cho đến ngày 12 tháng 10 năm 1945, khi tàu chuyển sang khu vực Seto, nơi tàu đã thực hiện việc cung cấp hậu cần cho các thủy phi cơ và các hoạt động kiểm soát hải quân cho một ít hơn một tháng.
Được tiến hành từ ngày 14 tháng 11 năm 1945, Yakutat đến căn cứ quân sự Sasebo vào ngày 15 tháng 11 năm 1945 và ở đó cho đến ngày 19 tháng 11 năm 1945.
Vào ngày 19 tháng 11 năm 1945, Yakutat khởi hành từ Sasebo đến Hoa Kỳ với 58 sĩ quan và 141 vận hành như là hành khách. Sau khi dừng tại Midway để nạp nhiên liệu vào ngày 27 tháng 11 năm 1945, tàu tiếp tục hành trình đến Tây Bắc Thái Bình Dương.

## Ngừng hoạt động
Đến cảng Townsend, Washington vào ngày 6 tháng 12 năm 1945, akutat đã chuyển tất cả thủy thủ đoàn của mình đến tàu đổ bộ USS LCI-957 để tiếp tục chuyên chở, sau đó chuyển sang Sinclair Inlet, Washington. Nơi tàu đã dỡ bỏ tất cả vũ khí, đạn dược trước khi báo cáo vào ngày 7 tháng 12 năm 1945 cho Tập đoàn Bremerton thuộc Hạm đội Dự trữ Thái Bình Dương tại Bremerton, Washington. Yakutat sau đó chuyển về phía Nam đến trạm không quân hải quân tại Alameda, California, nơi mà tài đã bị ngừng hoạt động vào ngày 29 tháng 7 năm 1946.